# Lady Frankenstein, cette obsédée sexuelle
Pour plus de détails, voir Fiche technique et Distribution.
Lady Frankenstein, cette obsédée sexuelle (La figlia di Frankenstein) est un film italien réalisé par Mel Welles et  Aureliano Luppi, sorti en 1971.

## Synopsis
Se sachant trop vieux pour continuer indéfiniment ses infructueuses expériences de transplantations d'organes humains, le baron Frankenstein s'accorde une dernière chance d'élaborer une créature à partir de morceaux de corps déterrés d'un cimetière. Mais son cerveau ayant été endommagé, cette dernière, à peine ramenée à la vie, tue le savant en l'étouffant. Aidée du Dr Marshall, fidèle assistant, la propre fille du baron, elle-même chirurgien fraîchement diplômé, décide de reprendre aussitôt les expériences en jetant par ailleurs son dévolu sur Thomas, le beau jeune employé du château malheureusement attardé. Le plan de la jeune femme est simple mais audacieux : transplanter dans le crâne de ce dernier le cerveau de son assistant peu séduisant mais qui brûle d'amour pour elle. Pendant ce temps, la première créature bat la campagne et tue violemment quiconque croise son chemin, provoquant la colère des villageois qui, devant l'inefficacité de la police, menacent de prendre ce monstre en chasse.

## Fiche technique
- Titre original : La figlia di Frankenstein
- Réalisation : Mel Welles et Aureliano Luppi
- Scénario : Edward Di Lorenzo, Dick Randall et Mel Welles, d'après le roman de Mary Shelley.
- Dialogues : Umberto Borsato, Egidio Gelso et Aureliano Luppi
- Photographie : Riccardo Pallottini
- Musique : Alessandro Alessandroni
- Montage : |Cleofe Conversi
- Décors : Francis Mellon
- Costumes : Maurice Nichols
- Durée : 94 min
- Dates de sortie :

## Distribution

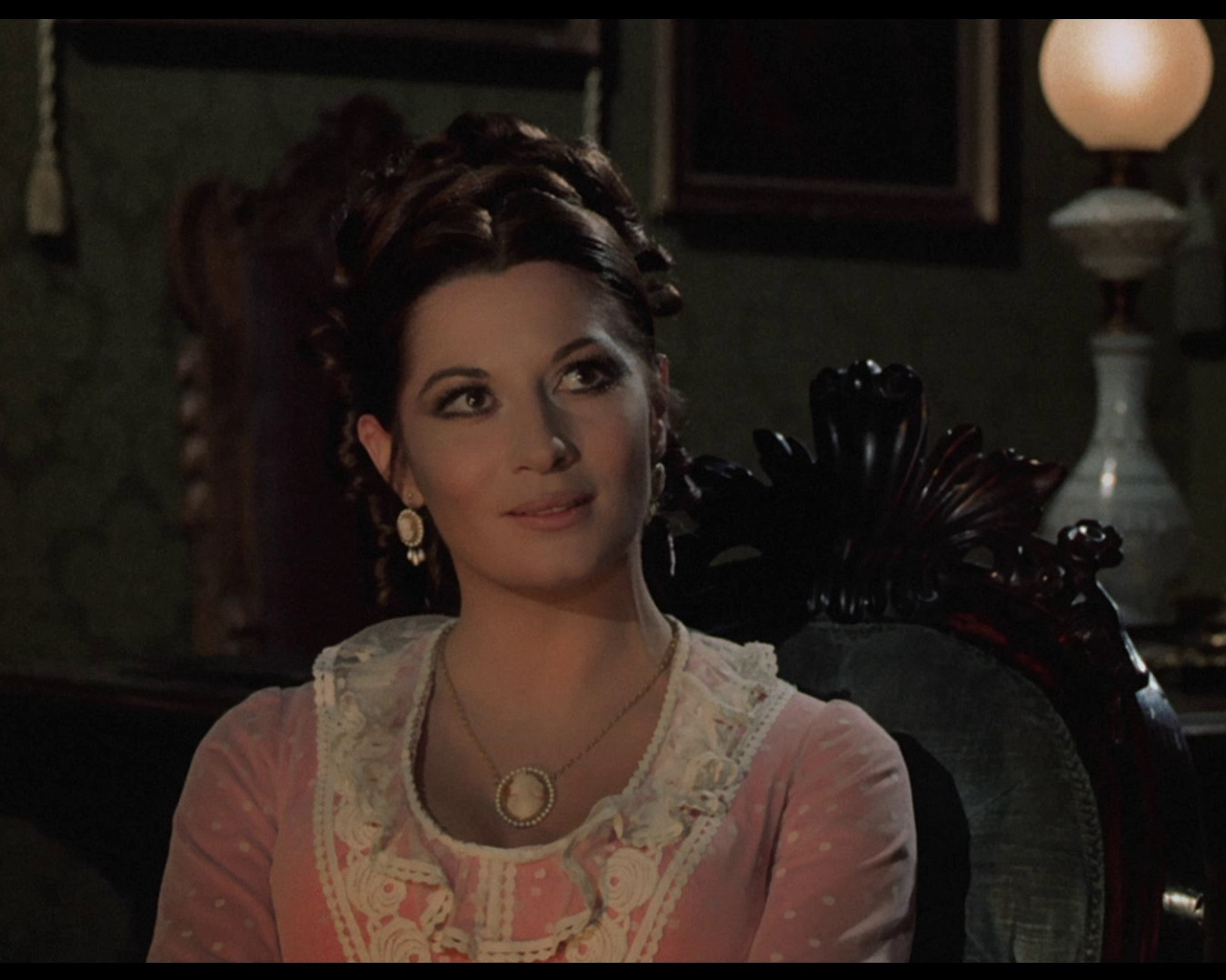
Rosalba Neri dans le rôle de Tania Frankenstein

- Joseph Cotten : le baron Frankenstein
- Rosalba Neri : Tania Frankenstein
- Paul Müller : Docteur Charles Marshall
- Peter Whiteman : le monstre
- Herbert Fux : Tom Lynch, le fossoyeur
- Mickey Hargitay: Captaine Harris

## Autour du film
- Bien que se situant dans un pays indéterminé d'Europe centrale, le film paraît bizarrement peuplé de personnages aux noms à consonance anglo-saxonne.
- De nombreux décors de ce film, notamment le laboratoire, serviront de cadre en 1973 à Chair pour Frankenstein réalisé par Paul Morrissey.
- N'ayant en fait pas du tout contribué à la réalisation, Aureliano Luppi ne fut mentionné au générique de ce film que pour en officialiser le statut de production purement italienne et lui épargner une pénalisation fiscale qui lui aurait valu le fait d'être mise en scène par un cinéaste étranger.
- Bien que d'une durée initiale frôlant les 100 minutes, le film fut le plus souvent distribué dans une version écourtée d'au moins 10 minutes. Dans le cas de la copie américaine distribuée par la société dirigée par Roger Corman, sa durée ne devait résolument pas excéder les 86 minutes pour éviter les frais de transport supplémentaires qu'aurait occasionné une bobine de plus.
- Dans sa version anglaise, la voix de Paul Muller était doublée par le réalisateur Mel Welles qui comptaient par ailleurs à son actif des nombreuses post-synchronisations de films pour le marché anglo-saxon.